# Decije
Decije, Gaius Messius Quintus Traianus Decius, (Sirmium, danas Srijemska Mitrovica, oko 201. – Abrittus, 1. srpnja 251.), rimski car.
Prvi rimski car ilirskog porijekla. Bio je namjesnik u Meziji kada ga je vojska proglasila carem. Također je poznat kao prvi progonitelj kršćana na našem prostoru. Pokušao je spriječiti upad Gota u Meziju. Ubijen je zajedno sa sinom Decijem II. nakon što im je vojska dva puta poražena od Gota.
| Prethodnik:                | Rimski carevi | Nasljednik:                |
| Filip Arapin (244. - 249.) | Rimski carevi | Herenije Etruščanin (251.) |

### Ostali projekti
|  | Zajednički poslužitelj ima stranicu o temi Decije |